# Ulundi
Ulundi (« lieu élevé » en français) est une ville d'Afrique du Sud située dans le KwaZulu-Natal. Elle fut autrefois la capitale du Zoulouland puis du KwaZulu, avant d'être cocapitale de province de 1994 à 2004 aux côtés de Pietermaritzburg.

## Histoire
Elle fut fondée par le roi Cetshwayo kaMpande en 1873. C'est sur la route d'Ulundi que le prince impérial Louis Napoléon, fils de Napoléon III, a été tué le 1er juin 1879 pendant la guerre anglo-zouloue, alors qu'il avait été surpris au bivouac par des guerriers zoulous lors d'une patrouille. Son corps avait été retrouvé transpercé de coups de sagaies. Ulundi fut le théâtre de la dernière bataille de cette guerre, le 4 juillet 1879.

## Romans
- David Ebsworth, Kraals of Ulundi, 2013.